# Deepolis
Deepolis is een 3D online browserspel van Bigpoint dat werd uitgebracht op 17 december 2008. In 2009 was het spel speelbaar in 20 talen. Het spel heeft in 2009 in de categorie "Digital Games" de red dot design award (Communication Design) gewonnen. Deepolis is daarnaast voor de German Developer Prize genomineerd in de categorie "Beste browsergame van 2009" en voor de KGC Award van 2009.

## Gameplay
In Deepolis krijgt de speler de rol van een admiraal die het bevel voert over een vloot van onderwatervoertuigen. Doel is het tot zinken brengen van NPC’s en andere spelers, en het volbrengen van verscheidene opdrachten. Als beloning verzamelt de speler ervaringspunten (XP) en stijgt zijn niveau.
De spelers kunnen clans vormen om samen het gevecht aan te gaan met de NPC’s of andere clans.
Het doel van het spel is de Jackpot te winnen, met een maximaal bedrag van 10.000 euro als prijs. Alle spelers kunnen meedoen aan de "Jackpot Battle" met/tegen andere spelers op een speciale "Jackpot Battle-kaart". Jackpot-euro’s kan men in het spel verkrijgen door het verzamelen van drijfgoed. Als de speler niet de volledige 10.000 euro verzameld heeft, wint hij alleen het verzamelde bedrag.